# CGTN en ruso
CGTN en ruso(en chino:中国国际电视台俄语频道, en idioma local como CGTN-Русский) es un canal de televisión en idioma ruso de noticias internacionales, entretenimiento y educación. El canal de televisión es propiedad de Televisión Central de China.

## Historia
El canal en idioma ruso fue lanzado el 10 de septiembre de 2009 en ocasión del 60 aniversario del establecimiento de relaciones diplomáticas entre Pekín y Moscú. Se transmite a través de Chinasat 6B y EB-9A, que cubren la región de Asia y el Pacífico, Oriente Medio y Europa. El canal está dirigido a unos 300 millones de televidentes rusohablantes de las 15 antiguas Repúblicas de la Unión Soviética y otros países europeos.